# Joseph Nikolaus von Mantel
Joseph Nikolaus Mantel, ab 1860 Ritter von Mantel, (* 13. Oktober 1800 in Langenprozelten; † 7. Juli 1872 in München) war ein deutscher Forstmann und Leiter der bayerischen Forstverwaltung.

## Leben
Mantel stammte aus einer Förster- und Jägerfamilie im Spessart. Nach dem Besuch der Volksschule in Langenprozelten und der Mittelschule ging er auf die Forstakademie in Aschaffenburg, die er 1819 abschloss. Anschließend war er im Forstbereich tätig. 1821 fand er als Forstamtsgehilfe Anstellung in Rieneck und 1822 als Forstamtsaktuar in Winnweiler, bevor er 1823 mit Auszeichnung die Staatsprüfung für den höheren Forstdienst bestand. 1826 kam der Forstamtsaktuar nach Kirchheimbolanden. Zum 1. Januar 1830 folgte er seinem Vater als Revierförster in Langenprozelten, wurde jedoch in selber Position 1832 nach Rothenbuch versetzt. 1835 erfolgte seine Beförderung zum Forstkommissar bei der königlichen Kreisregierung in Würzburg, bevor er 1841 Forstmeister in Sailauf wurde.
Mantel hatte sich an seinen Dienstorten soweit bewährt, dass er in den höheren Forstdienst übernommen werden konnte. Er kam 1842 als Regierungs- und Kreisforstrat zur Regierung von Unterfranken. Zum 1. Oktober 1851 wurde er zum Oberforstrat in das Bayerische Finanzministerium nach München berufen und schließlich 1858 zum Ministerialrat ernannt, womit ihm die Leitung des gesamten bayerischen Forstwesens übertragen war.
Mantel machte sich vielfach um das bayerische Forstwesen verdient. Er führte neue Wirtschaftsregeln ein und verbesserte sowohl die materielle Lage des Personals im Forstwesen als auch deren Ausbildung.

## Ehrungen
- 1850 Ritterkreuz I. Klasse des Verdienstordens vom Heiligen Michael[2]
- 1852 Ehrendoktorwürde der Staatswirtschaft der Universität Würzburg[3]
- 1860 Ritterkreuz des Verdienstordens der Bayerischen Krone[4]
- 1868 Komturkreuz des Verdienstordens vom Heiligen Michael[5]
- nach 1870 Komturkreuz des Verdienstordens der Bayerischen Krone[3]